# На честь створення Військово-Повітряних Сил України (монумент)

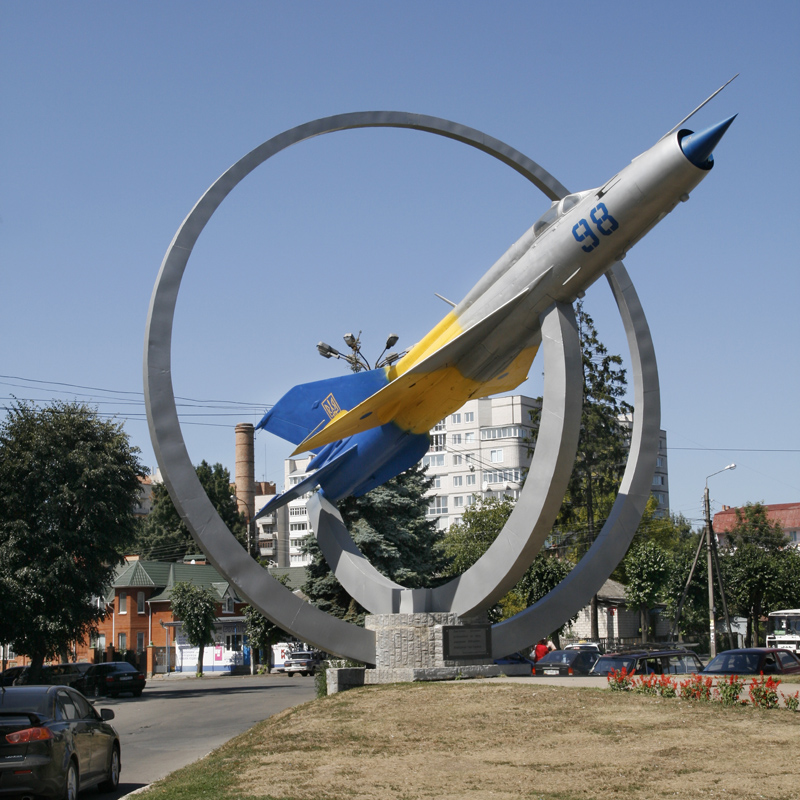
Вигляд у 2006 році

На честь створення Військово-Повітряних Сил України ― монумент на честь створення Військово-Повітряних Сил України, у вигляді реактивного літака-винищувача МіГ-21.

## Історія
Монумент встановлено в 1998 році на майдані Перемоги. Знаходиться між Будинком Офіцерів та «Ювілейним».
Пам'ятний експонат спеціально переобладнали із зразка винищувача МіГ-21.
Макет літака закріплений на спеціальному напівкруглому п'єдесталі. Задня частина літака пофарбована в жовто-блакитні кольори. Завдяки невеликому піднесенню, на якому він знаходиться, скульптуру добре видно навіть за кілька сот метрів.
З 1968 року на місці літака стояв бетонний пам'ятник воїнам, які загинули під час Другої Світової Війни. Під час невеликого землетрусу у 1977 році цей пам'ятник був пошкоджений і його прибрали, на його місці в 1998 році встановили МіГ-21.

### 2022
Ракетний удар по Вінниці 14 липня 2022:  російський пропагандист Володимир Соловйов поширив у своєму телеграм-каналі інформацію про те, що удару завдано по «військовій частині в Гайсині на Вінниччині», що за 90 кілометрів від обласного центру. Дезінформацію він супроводжував кадрами із центру Вінниці, де розташований Монумент на честь створення ВПС України.
Під час обстрілу пам'ятник сильно не постраждав.
У 2023 році в роковини трагедії біля монументу відкрили меморіал на честь загиблих.